# Mehr Feminismus! Ein Manifest und vier Stories.
Mehr Feminismus! Ein Manifest und vier Stories ist der Titel eines fünfteiligen soziologisch-philosophischen Werkes der nigerianischen Schriftstellerin Chimamanda Ngozi Adichie. Der erste (und namensgebende) Teil geht auf eine Rede von Adichie zurück, die sie im Dezember 2012 bei der TED-Konferenz TEDxEuston in London unter dem englischen Titel We Should All Be Feminists gehalten hat und deren Text in mehreren Sprachen veröffentlicht wurde. Ihre Definition von Feminismus, die Männer mit in die Verantwortung für Geschlechtergerechtigkeit nimmt, erregte weltweit Aufmerksamkeit und wurde 2016 ins Deutsche übersetzt.

## Inhalt

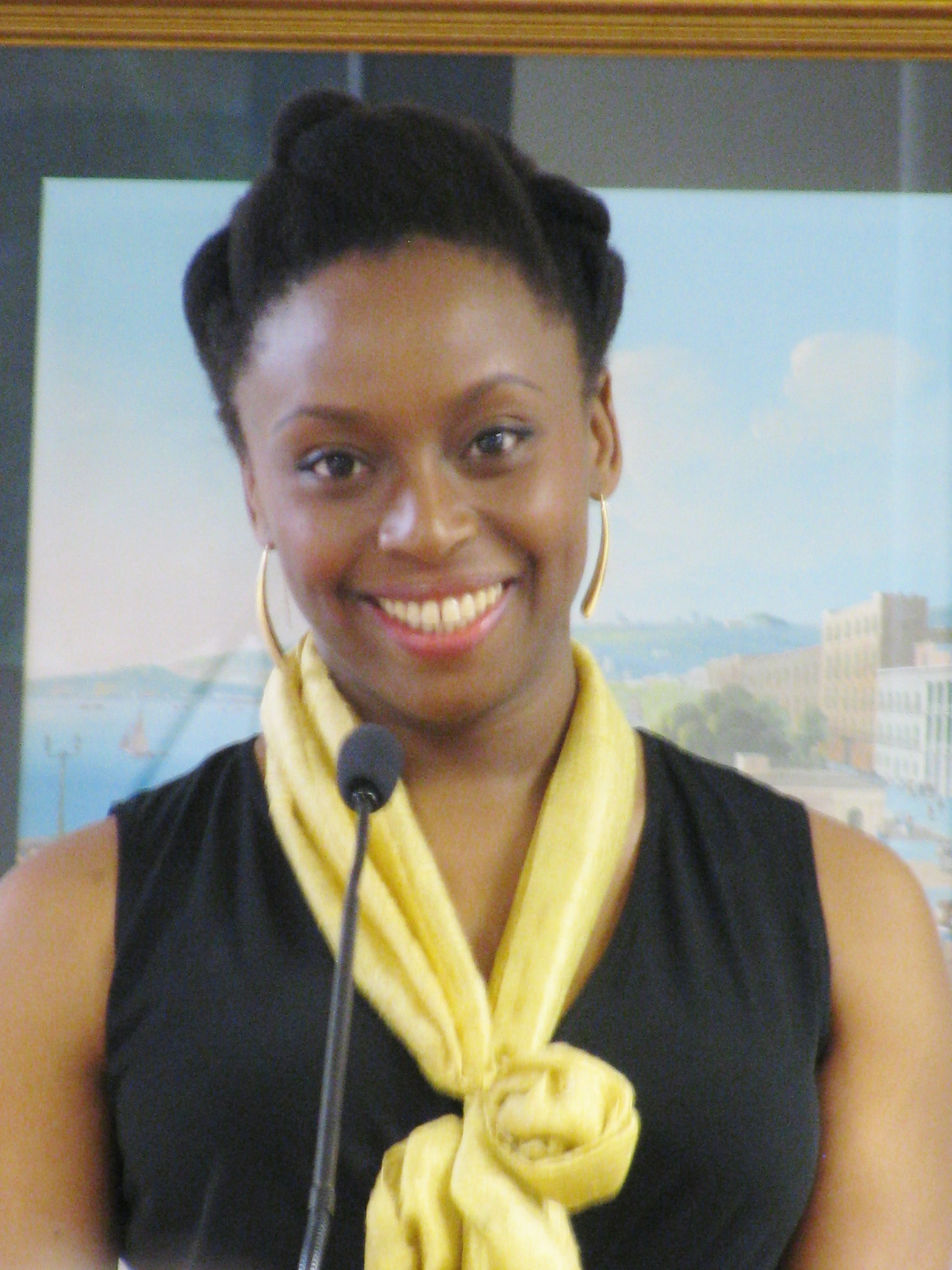
Chimamanda Ngozi Adichie (2013)

### Der Essay
Der namensgebende Essay Mehr Feminismus! Ein Manifest basiert auf einer Rede von Adichie und enthält Analysen und leicht verständliche Anekdoten darüber, was es bedeutet, Feministin zu sein. Adichie bringt die Notwendigkeit auf den Punkt, soziale Überzeugungen und Geschlechterkonstruktionen so zu verändern, dass die Ungleichheit zwischen Männern und Frauen abgebaut wird. Dazu sei erforderlich, dass alle Menschen Feministen seien und sich gleichermaßen für eine gleichberechtigte Gesellschaft einsetzten. Auch Männer seien zu ermutigen, weibliche Zuschreibungen bei Themen wie Sexualität, Aussehen, Rollenerwartungen und Erfolg zu reflektieren und fair zu gestalten. Feministin zu sein bedeute, für die Rechte der Frauen bzw. für Gleichberechtigung einzutreten und zu versuchen, die Welt zu einem besseren Ort für alle zu machen. Feminist zu sein heiße, als Mann Frauen zu unterstützen und für Chancengleichheit einzutreten.
Adichie zeigt auf, dass die Teilnahme an dieser gesellschaftlichen Umwälzung den Weg für eine prosperierende und für alle bessere zukünftige Gesellschaft ebnet. Die Stärkung der Frauen bedeute nicht zwangsläufig, Männern Chancen zu nehmen. Wenn eine Gemeinschaft Frauen den gleichen Respekt wie Männern entgegenbringt, wird ein günstiges Umfeld für den Erfolg aller geschaffen. Das Buch kritisiert die Art und Weise, wie Männlichkeit konstruiert wird, und weist darauf hin, dass sich die Gesellschaft als Ganzes ändern muss, um Gleichberechtigung herzustellen. All das ist eingebettet in Anekdoten aus dem Leben der Autorin und ihrer Bekannten, sowohl aus Nigeria als auch den USA.

### Vier Kurzgeschichten
Zusätzlich zu dem Essay über Feminismus beinhaltet das Buch vier Kurzgeschichten mit den Titeln Der weibliche Irrtum (im englischen Original: The Feminine Mistake, erschienen 2015), Der Schmerz Fremder (im englischen Original: The Grief of Strangers, erschienen 2015), Apollo und Meine Mutter, die durchgeknallte Afrikanerin (im englischen Original: My Mother, the Crazy African, erschienen 2009).
Die Kurzgeschichte Der weibliche Irrtum beschreibt anschaulich die Persönlichkeit und das Verhalten einer Frau namens Chinwe, die die Konventionen einer Frau in einer patriarchalen Welt verinnerlicht hatte. Sie war immer still und sanftmütig, hielt sich an Konventionen weiblicher Tugend und weiblicher Scham und hat alles getan, um ihren Ehemann glücklich und zufrieden zu machen. Sie bezog sich immer auf ihn und verwandelte sich in die Frau, die er haben wollte. Das hinderte ihren Mann aber nicht, sie zu betrügen und sie damit zu demütigen – etwas, das sie hingenommen hat.
In der Kurzgeschichte Der Schmerz Fremder geht es um Chinechelum, eine junge Frau aus Nigeria, deren Familie alles daransetzt, um sie zu verheiraten und sie daher immer wieder mit einem potentiellen Ehemann „in Verbindung bringt“. Chinechelum wiederum hatte einen Partner, mit dem sie tief verbunden war, der aber seit 9 Jahren in einem Pflegeheim lebt, nachdem er von der Polizei angeschossen wurde. Auf Druck ihrer Familie trifft sie sich mit anderen Männern, die gute Kandidaten wären, nicht aber ihrem Verlangen nach Leben genügen. Nur einen Ehemann zu haben, ist ihr nicht genug – ganz im Gegensatz zu ihren Familienangehörigen, denen es wichtig ist, dass eine Frau verheiratet ist.
Ganz anders ist die Kurzgeschichte Apollo, die aus der Sicht eines Mannes geschrieben ist, der ein Kapitel seiner Kindheit beleuchtet. In seiner Kindheit gab es einen Hausjungen namens Raphael, zu dem er eine intensive Beziehung entwickelt hatte, indem sie beide ein Faible für Kung Fu auslebten. Raphael entwickelte eines Tages eine Augenkrankheit namens „Apollo“, die sehr ansteckend war. Der Erzähler hatte sich während der Krankheit gegen den Befehl seiner Eltern um Raphael gekümmert und sich dabei selbst mit der Krankheit angesteckt. Nach seiner Genesung beobachtet er Raphael, wie er mit einer anderen Hausangestellten vertraulich und innig spricht – er empfindet das sofort als Verrat an der Freundschaft und denunziert ihn bei den Eltern. Diese entlassen Raphael sofort, und er gerät ohne Job auf die schiefe Bahn.
In der letzten Kurzgeschichte mit dem deutschen Titel Meine Mutter, die durchgeknallte Afrikanerin geht es um eine junge Nigerianerin, die mit ihrer Familie in den USA lebt. Sie muss das Spannungsfeld zwischen amerikanischen Verhaltensweisen und traditionellen nigerianischen Vorstellungen von weiblichem Verhalten aushalten; insbesondere mit ihrer Mutter kommt es zu Auseinandersetzungen. Nachdem sie einen amerikanischen Jungen kennengelernt hat und ihm auf dem heimischen Sofa nähergekommen war, ging ihre Mutter dazwischen. Dies verleitet den amerikanischen Jungen zu dem Satz: „Deine Mutter hat mir gestern einen schönen Schrecken eingejagt. Sie ist wirklich eine durchgeknallte Afrikanerin“ – und gibt damit zu erkennen, dass er keine Empathie für die Herkunft der Familie hat.

## Entstehungsgeschichte
Die TED-Konferenzen sind jährlich stattfindende Innovationskonferenzen, auf denen Fachleute Ideen austauschen. Im Dezember 2012 hielt Adichie bei der TEDxEuston-Konferenz in London einen dreißigminütigen Vortrag, der überholte Geschlechterrollen, feministische Erziehung und kulturelle Identität analysierte und unter dem Titel We all should be Feminists! bekannt wurde. Der Vortrag wurde auf der TED-Internetsite ted.com mit Untertiteln in zahlreichen Sprachen sowie auf YouTube veröffentlicht. Der schriftliche Essay erschien erstmalig 2014 unter dem englischen Titel We should all be Feminists in London.
Obwohl die einzelnen vier zusätzlichen Kurzgeschichten eine unterschiedliche Entstehungsgeschichte und auch unterschiedliche Entstehungszeitpunkte haben, wurden sie nachträglich zu einem Band zusammengefasst und ergänzen den Essay.

## Fokus und Schlüsselzitate
Viele der Geschichten und Essays von Adichie fokussieren darauf, wie Rollenerwartungen, insbesondere Rollenerwartungen an Frauen, so sehr Teil einer Gesellschaft sind, dass diese komplett verinnerlicht werden. Sie werden kaum durchschaut, und es ist schwer, diese zu brechen, da sie eine Mischung aus Scham und Sexualität sowie Liebe und Heimat sind und dies häufig vermischt wird. Jeder Versuch auszubrechen wird kritisch beäugt und eher negativ beurteilt.
So ist bereits die Zuschreibung, Feministin zu sein, häufig negativ konnotiert. Für Adichie ist eine Feministin „eine Person..., die an die politische, soziale und wirtschaftliche Gleichheit der Geschlechter glaubt“ – diese Definition griff die Sängerin Beyoncé in ihrer Show auf.
In der traditionellen nigerianischen Vorstellung wird Feminismus häufig als unafrikanisch eingestuft; laut Adichie gelte eine Feministin dort als Frau, die unglücklich sei, weil sie keinen Mann finde. Deshalb bekennt sich Adiche ausdrücklich dazu, eine glückliche afrikanische Feministin zu sein.
Ein anderes Zitat von Adichie lautet: „We teach girls to shrink themselves, to make themselves smaller. We say to girls, you can have ambition, but not too much. You should aim to be successful, but not too successful. Otherwise, you would threaten the man. Because I am female, I am expected to aspire to marriage.“ Auf Deutsch: „Wir bringen den Mädchen bei, sich zu verkleinern, sich kleiner zu machen. Wir sagen den Mädchen, dass man Ehrgeiz haben kann, aber nicht zu viel. Ihr solltet das Ziel haben, erfolgreich zu sein, aber nicht zu erfolgreich. Sonst würdest du den Mann bedrohen. Weil ich eine Frau bin, wird von mir erwartet, dass ich nach der Ehe strebe.“
„Mädchen wird eingeredet, dass sie danach streben sollen, liebenswürdig zu sein, nicht zornig oder aggressiv zu sein und Jungen zu gefallen. Es wird wesentlich weniger oft Tipps an Männer gegeben, wie sie Frauen gefallen.“
„Männer könnten Angst vor einer Feministin haben. Ein Mann, der Angst vor mir hat, ist genau die Art Mann, die mich nicht interessiert.“

## Wirkung und weltweite Rezeption
Das Buch erhielt überwältigend positive Kritiken. In einem Beitrag in Zeit online hieß es 2019, in den USA seien die Verkaufszahlen von Adichies Manifest seit Trumps erster Präsidentschaft „regelrecht durch die Decke gegangen“, Feminismus und vor allem solcher, der nicht nur eine trockene soziologische Abhandlung ist, sei im Mainstream angekommen. Bereits 2014 wurde das Buch im Telegraph als das womöglich wichtigste Buch bezeichnet, das man im Laufe des Jahres lesen würde. Im selben Jahr meinte die Rezensentin des Independent im Hinblick auf mögliche Buchgeschenke zu Weihnachten, Adichies Buch wäre „das Buch, das ich Mädchen und Jungen in die Hand drücken würde, als Inspiration für eine zukünftige ‘Welt glücklicherer Männer und glücklicherer Frauen, die sich selbst treuer sind’“. Zur weltweiten Verbreitung trug auch bei, dass Beyoncé ihren Song Flawless mit Zitaten aus Adichies Rede hinterlegte. Allerdings sieht Adichie Beyoncés Interpretation teilweise kritisch.
Auch in Europa hat das Buch gewirkt. In Schweden wurden am Erscheinungstag der schwedischen Übersetzung 100 000 Exemplare des Buches an Schulen verteilt. Dior ließ 2018 den englischen Titel des Essays auf T-Shirts der Debütkollektion drucken. Um ihre Botschaft auch einer jungen Leserschaft zugänglich zu machen, veröffentlichte Adichie im Februar 2022 ihr Werk unter dem Titel Warum ich Feministin bin in einer überarbeiteten und illustrierten deutschen Neuausgabe als Jugendbuch (ins Deutsche übersetzt von Alexandra Ernst, Illustrationen von Nursima Nas).
In Adichies Herkunftsland Nigeria werden feministische Forderungen immer wieder mit ihrem Manifest begründet. Am Weltmenstruationstag 2023 stellte die Autorin Afoluwake Ogunkeye in der nigerianischen Tageszeitung The Guardian Adichies Forderung We should all be feminists an den Anfang eines Artikels, mit dem sie die Entstigmatisierung der Menstruation vorantreiben wollte.